# Орледж, Роберт
Роберт Орледж (англ. Robert Orledge; род. 5 января 1948, Бат) — британский музыковед, специалист по французской музыке рубежа XIX—XX веков.
Окончил Клэр-колледж Кембриджского университета, в 1973 г. защитил диссертацию, посвящённую творчеству Шарля Кеклена. Получил также диплом органиста. В 1971—2004 гг. преподавал в Ливерпульском университете, с 1991 г. профессор.
Опубликовал биографию и очерк творчества Габриэля Форе (1979), книгу «Дебюсси и театр» (англ. Debussy and the theatre; 1982), очерк жизни и творчества Шарля Кеклена (1995), две книги об Эрике Сати — «Сати композитор» (англ. Satie the composer; 1990) и «Сати в воспоминаниях» (англ. Satie Remembered; 2003). Занимался розыском и восстановлением утраченных и малоизвестных работ Сати. Написал статьи о Сати, Кеклене, Андре Капле и некоторых других композиторах для нового издания Музыкального словаря Гроува.
После выхода в отставку посвятил себя завершению неоконченных произведений Клода Дебюсси. Дописанная Орледжем однактная опера Дебюсси «Падение дома Эшеров» (по одноимённому рассказу Эдгара По) была представлена в 2006 г. в Брегенце и Остине (впрочем, в 1970-е гг. другими специалистами уже были предприняты две аналогичные попытки, также имевшие определённый успех), в 2010 г. в Калгари прозвучала Поэма для скрипки с оркестром.